# Campeonato Cearense 2024
El Campeonato Cearense 2024 fue la 110.ª edición de dicho torneo, organizado por la Federación Cearense de Fútbol. El torneo comenzó el 20 de enero de 2024 y finalizó el 6 de abril del mismo año.

## Sistema de competición
El Campeonato se jugó en cuatro fases, Primera Fase, Cuartos de Final, Semifinales y Final, además de una fase Cuadrangular del descenso.
En la Primera Fase, todos los clubes participantes se dividieron en 2 grupos de 5 equipos cada uno. Cada equipo enfrentaron a los demás del otro grupo, a una sola vuelta, totalizando 5 fechas. El primer puesto de cada grupo clasificó directamente a la semifinal, mientras que el segundo y tercer puesto de cada grupo clasificaron a los cuartos de final, y los dos últimos de cada grupo jugaron el Cuadrangular del descenso.
En el Cuadrangular del descenso, los 4 equipos jugaron todos contra todos en dos vueltas, totalizando 6 fechas. Los dos últimos clasificados desciendieron a la Serie B 2025.
En los cuartos de final, los 4 equipos clasificados se dividieron en dos llaves, cada una compuesta por dos equipos que en la Primera Fase estaban en el mismo grupo. Los ganadores de cada llave avanzaron a las semifinales.
En las semifinales los dos equipos clasificados de los cuartos de final se unieron a los dos clasificados directamente de la Primera Fase, y se dividieron en dos llaves. El ganador de cada llave se clasificó para la Final.
Los cuartos de final, semifinales y final se disputaron en partidos de ida y vuelta.
El club ganador de la Final recibió el título de Campeón Cearense de 2024. El equipo mejor colocado en la Clasificación General, entre los que no tienen sede en Fortaleza, recibió el título de Campeón Cearense del Interior, recibiendo la Taça Padre Cícero 2024. El equipo con la mejor campaña en la Primera Fase recibió el título de campeón de la Taça Pedro Basílio 2024. Se distribuyeron los cupos en las competencias nacionales y regionales de acuerdo con los siguientes criterios:
- Copa de Brasil 2025 (2 cupos): Campeón y subcampeón estatal.
- Serie D 2025 (3 cupos): Equipos mejores clasificados en la Clasificación General, excluyendo Ceará, Floresta, Fortaleza y Ferroviário.
- Copa do Nordeste 2025: Por definir, con base en la Clasificación General, en base en los criterios que serán divulgados posteriormente por la CBF.

## Equipos participantes

### Ascensos y descensos
| Pos. | Descendidos en la temporada 2023 |
| ---- | -------------------------------- |
| 9.º  | Pacajus                          |
| 10.º | Guarani de Juazeiro              |

| Pos. | Ascendidos de la Serie B 2023 |
| ---- | ----------------------------- |
| 1.º  | Horizonte                     |
| 2.º  | Floresta                      |

| Equipos participantes | Equipos participantes | Equipos participantes | Equipos participantes | Equipos participantes |
| --------------------- | --------------------- | --------------------- | --------------------- | --------------------- |
| Atlético Cearense     | Barbalha              | Maracanã              | Floresta              | Caucaia               |
| Ferroviário           | Fortaleza             | Iguatu                | Horizonte             | Ceará                 |

## Primera fase

### Grupo A
| Pos. | Equipo            | Pts. | PJ | G | E | P | GF | GC | Dif. | Clasificación 2024                 |
| ---- | ----------------- | ---- | -- | - | - | - | -- | -- | ---- | ---------------------------------- |
| 1    | Fortaleza         | 11   | 5  | 3 | 2 | 0 | 14 | 5  | +9   | Clasificado a las semifinales      |
| 2    | Maracanã          | 9    | 5  | 2 | 3 | 0 | 8  | 5  | +3   | Clasificado a los cuartos de final |
| 3    | Floresta          | 7    | 5  | 2 | 1 | 2 | 7  | 5  | +2   | Clasificado a los cuartos de final |
| 4    | Caucaia           | 3    | 5  | 1 | 0 | 4 | 3  | 10 | −7   | Cuadrangular del descenso          |
| 5    | Atlético Cearense | 2    | 5  | 0 | 2 | 3 | 2  | 11 | −9   | Cuadrangular del descenso          |

Actualizado a los partidos jugados el 17 de febrero de 2024.
 Fuente: FCF

### Grupo B
| Pos. | Equipo      | Pts. | PJ | G | E | P | GF | GC | Dif. | Clasificación 2024                 |
| ---- | ----------- | ---- | -- | - | - | - | -- | -- | ---- | ---------------------------------- |
| 1    | Ceará       | 11   | 5  | 3 | 2 | 0 | 16 | 4  | +12  | Clasificado a las semifinales      |
| 2    | Iguatu      | 10   | 5  | 3 | 1 | 1 | 7  | 5  | +2   | Clasificado a los cuartos de final |
| 3    | Ferroviário | 8    | 5  | 2 | 2 | 1 | 6  | 6  | 0    | Clasificado a los cuartos de final |
| 4    | Horizonte   | 4    | 5  | 1 | 1 | 3 | 5  | 10 | −5   | Cuadrangular del descenso          |
| 5    | Barbalha    | 2    | 5  | 0 | 2 | 3 | 2  | 9  | −7   | Cuadrangular del descenso          |

Actualizado a los partidos jugados el 17 de febrero de 2024.
 Fuente: FCF

### Fixture
- La hora de cada encuentro corresponde al huso horario correspondiente al Estado de Ceará (UTC-3).

| Fortaleza   | 2 - 0 | Horizonte         | Arena Castelão | 20 de enero | 16:00 |
| Ferroviário | 1 - 3 | Floresta          | PV             | 20 de enero | 18:00 |
| Maracanã    | 1 - 1 | Ceará             | PV             | 21 de enero | 16:40 |
| Iguatu      | 2 - 0 | Atlético Cearense | Morenão        | 21 de enero | 17:00 |
| Caucaia     | 2 - 1 | Barbalha          | Raimundão      | 22 de enero | 20:00 |

| Horizonte         | 1 - 3 | Maracanã    | Domingão       | 26 de enero | 20:00 |
| Ceará             | 1 - 0 | Floresta    | PV             | 27 de enero | 16:40 |
| Iguatu            | 1 - 0 | Caucaia     | Morenão        | 27 de enero | 18:00 |
| Atlético Cearense | 1 - 2 | Ferroviário | Raimundão      | 28 de enero | 16:00 |
| Barbalha          | 0 - 5 | Fortaleza   | Arena Romeirão | 28 de enero | 17:30 |

| Caucaia   | 1 - 2 | Ferroviário       | Raimundão      | 31 de enero  | 19:00 |
| Fortaleza | 3 - 1 | Iguatu            | Arena Castelão | 31 de enero  | 20:30 |
| Ceará     | 6 - 0 | Atlético Cearense | PV             | 1 de febrero | 20:30 |
| Barbalha  | 1 - 2 | Maracanã          | Arena Romeirão | 3 de febrero | 16:00 |
| Floresta  | 4 - 2 | Horizonte         | PV             | 4 de febrero | 16:30 |

| Maracanã    | 2 - 2 | Iguatu            | Almir Dutra    | 7 de febrero  | 19:00 |
| Ferroviário | 1 - 1 | Fortaleza         | PV             | 7 de febrero  | 20:30 |
| Ceará       | 5 - 0 | Caucaia           | Arena Castelão | 8 de febrero  | 20:30 |
| Floresta    | 0 - 0 | Barbalha          | PV             | 9 de febrero  | 20:00 |
| Horizonte   | 1 - 1 | Atlético Cearense | Domingão       | 10 de febrero | 16:00 |

| Caucaia           | 0 - 1 | Horizonte | Raimundão      | 15 de febrero | 19:00 |
| Atlético Cearense | 0 - 0 | Barbalha  | João Ronaldo   | 16 de febrero | 16:00 |
| Fortaleza         | 3 - 3 | Ceará     | Arena castelão | 17 de febrero | 16:40 |
| Iguatu            | 1 - 0 | Floresta  | Morenão        | 17 de febrero | 16:40 |
| Ferroviário       | 0 - 0 | Maracanã  | PV             | 17 de febrero | 16:40 |

## Fase final

### Cuartos de final
| Ferroviário | 1 - 0 | Iguatu   | PV | 24 de febrero | 16:40 |
| Floresta    | 1 - 0 | Maracanã | PV | 25 de febrero | 17:00 |

| Iguatu   | 1 - 3 | Ferroviário | Morenão     | 2 de marzo | 16:40 |
| Maracanã | 2 - 0 | Floresta    | Almir Dutra | 3 de marzo | 17:00 |

### Semifinales
| Ferroviário | 2 - 3 | Ceará     | PV             | 9 de marzo  | 16:40 |
| Maracanã    | 1 - 1 | Fortaleza | Arena Castelão | 10 de marzo | 17:00 |

| Ceará     | 1 - 1 | Ferroviário | Arena Castelão | 16 de marzo | 16:40 |
| Fortaleza | 3 - 0 | Maracanã    | Arena Castelão | 17 de marzo | 17:00 |

### Final
| Fortaleza | 0 - 0 | Ceará | Arena Castelão | 30 de marzo | 16:40 |

| Ceará | 1 - 1 (3-2 pen.) | Fortaleza | Arena Castelão | 6 de abril | 16:40 |

## Campeón

### Campeón cearense
|                    |
| Campeón            |
| Ceará 46.to título |

### Campeón Taça Padre Cícero
|                      |
| Campeón              |
| Maracanã 1.er título |

## Cuandrangular del descenso

### Clasificación
| Pos. | Equipo            | Pts. | PJ | G | E | P | GF | GC | Dif. | Clasificación 2024             |
| ---- | ----------------- | ---- | -- | - | - | - | -- | -- | ---- | ------------------------------ |
| 1    | Horizonte         | 12   | 6  | 3 | 3 | 0 | 6  | 3  | +3   |                                |
| 2    | Barbalha          | 7    | 6  | 2 | 1 | 3 | 6  | 7  | −1   |                                |
| 3    | Atlético Cearense | 7    | 6  | 2 | 1 | 3 | 7  | 9  | −2   | Descendidos a la Serie B 2025. |
| 4    | Caucaia           | 6    | 6  | 1 | 3 | 2 | 5  | 5  | 0    | Descendidos a la Serie B 2025. |

Actualizado a los partidos jugados el 15 de marzo de 2024.
 Fuente: FCF

### Fixture
- La hora de cada encuentro corresponde al huso horario correspondiente al Estado de Ceará (UTC-3).

| Atlético Cearense | 2 - 2 | Caucaia   | João Ronaldo | 25 de febrero | 16:00 |
| Barbalha          | 0 - 0 | Horizonte | Inaldão      | 26 de febrero | 19:00 |

| Caucaia   | 2 - 0 | Barbalha          | Raimundão | 29 de febrero | 19:00 |
| Horizonte | 2 - 1 | Atlético Cearense | Domingão  | 29 de febrero | 20:00 |

| Caucaia           | 1 - 1 | Horizonte | Raimundão    | 3 de marzo | 16:00 |
| Atlético Cearense | 3 - 2 | Barbalha  | João Ronaldo | 3 de marzo | 17:00 |

| Barbalha  | 2 - 0 | Atlético Cearense | Inaldão  | 8 de marzo | 19:00 |
| Horizonte | 0 - 0 | Caucaia           | Domingão | 8 de marzo | 20:00 |

| Barbalha          | 1 - 0 | Caucaia   | Inaldão      | 12 de marzo | 19:00 |
| Atlético Cearense | 0 - 1 | Horizonte | João Ronaldo | 12 de marzo | 20:00 |

| Caucaia   | 0 - 1 | Atlético Cearense | Raimundão | 15 de marzo | 19:00 |
| Horizonte | 2 - 1 | Barbalha          | Domingão  | 15 de marzo | 19:00 |

## Goleadores
Actualizado el 6 de abril de 2024.
| Pos. | Jugador            | Equipo      | Goles |
| ---- | ------------------ | ----------- | ----- |
| 1    | Erick Pulga        | Ceará       | 5     |
| 2    | Romarinho          | Floresta    | 4     |
|      | Juan Martín Lucero | Fortaleza   | 3     |
|      | Yago Pikachu       | Fortaleza   | 3     |
|      | Moisés             | Fortaleza   | 3     |
|      | Aylon              | Ceará       | 3     |
|      | Alan Victor        | Barbalha    | 3     |
|      | Junior Goiaba      | Caucaia     | 3     |
|      | Ciel               | Ferroviário | 3     |
|      | Vinícius Alves     | Ferroviário | 3     |
|      | Junior Mandacarú   | Maracanã    | 3     |

## Clasificación general
- La clasificación general da prioridad al equipo que avanzó más fases, y al campeón, aunque tenga el puntaje más bajo. Según el art. 18 del Reglamento, se descontarán de la Clasificación General los partidos de la Primera Fase, en relación con los equipos que compitan en el Cuadrangular del Descenso, mientras que se descontarán los partidos de Cuartos de Final, en relación con los equipos que avancen a las Semifinales.

### Campeonato Cearense
| Pos. | Equipo            | Pts. | PJ | G | E | P | GF | GC | Dif. | Clasificación 2024                                                                                             |
| ---- | ----------------- | ---- | -- | - | - | - | -- | -- | ---- | --- |
| 1    | Ceará             | 17   | 9  | 4 | 5 | 0 | 21 | 8  | +13  | Campeón, clasificado a la Copa de Brasil 2025 y Copa do Nordeste 2025.                                         |
| 2    | Fortaleza         | 17   | 9  | 4 | 5 | 0 | 19 | 7  | +12  | Subcampeón. |
| 3    | Maracanã          | 10   | 7  | 2 | 4 | 1 | 9  | 9  | 0    | Eliminado en las semifinales y clasificado a la Serie D 2025, Copa de Brasil 2025 y Pré-Copa do Nordeste 2025. |
| 4    | Ferroviário       | 9    | 7  | 2 | 3 | 2 | 9  | 10 | −1   | Eliminado en las semifinales.                                                                                  |
| 5    | Floresta          | 10   | 7  | 3 | 1 | 3 | 8  | 7  | +1   | Eliminado en los cuartos de final.                                                                             |
| 6    | Iguatu            | 10   | 7  | 3 | 1 | 3 | 8  | 9  | −1   | Eliminado en los cuartos de final y clasificado a la Serie D 2025.                                             |
| 7    | Horizonte         | 12   | 6  | 3 | 3 | 0 | 6  | 3  | +3   | Cuadrangular del descenso y clasificado a la Serie D 2025.                                                     |
| 8    | Barbalha          | 7    | 6  | 2 | 1 | 3 | 6  | 7  | −1   | Cuadrangular del descenso.                                                                                     |
| 9    | Atlético Cearense | 7    | 6  | 2 | 1 | 3 | 7  | 9  | −2   | Cuadrangular del descenso y descendidos a la Serie B 2025.                                                     |
| 10   | Caucaia           | 6    | 6  | 1 | 3 | 2 | 5  | 5  | 0    | Cuadrangular del descenso y descendidos a la Serie B 2025.                                                     |

Actualizado a los partidos jugados el 6 de abril de 2024.
 Fuente: [ FCF]

### Taça Padre Cícero
| Pos. | Equipo    | Pts. | PJ | G | E | P | GF | GC | Dif. | Clasificación 2024 |
| ---- | --------- | ---- | -- | - | - | - | -- | -- | ---- | ------------------ |
| 1    | Maracanã  | 10   | 7  | 2 | 4 | 1 | 9  | 9  | 0    | Campeón.           |
| 2    | Iguatu    | 10   | 7  | 3 | 1 | 3 | 8  | 9  | −1   |                    |
| 3    | Horizonte | 12   | 6  | 3 | 3 | 0 | 6  | 3  | +3   |                    |
| 4    | Barbalha  | 7    | 6  | 2 | 1 | 3 | 6  | 7  | −1   |                    |
| 5    | Caucaia   | 6    | 6  | 1 | 3 | 2 | 5  | 5  | 0    |                    |

Actualizado a los partidos jugados el 15 de marzo de 2024.
 Fuente: [ FCF]